# Saint-Théodore-d'Acton
Saint-Théodore-d'Acton è un comune del Canada, situato nella provincia del Québec, nella regione di Montérégie.